# Liste der Klassischen Archäologen an der Albert-Ludwigs-Universität Freiburg
In der Liste der Klassischen Archäologen an der Albert-Ludwigs-Universität Freiburg werden alle Hochschullehrer gesammelt, die das Fach Klassische Archäologie an der Albert-Ludwigs-Universität Freiburg lehrten oder lehren.
Mit der Berufung von Joseph Anselm Feuerbach an das „Philologische Seminar“ wurde 1836 zum ersten Mal Archäologie in Freiburg gelehrt. Nach seinem Tode blieb die Stelle jedoch jahrzehntelang unbesetzt. Mit der Ernennung von Franz Studniczka zum ordentlichen Professor am 19. Februar 1889 wurde das „Archäologische Institut“ als eigenständige Einrichtung an der Universität Freiburg begründet. Seit Januar 2008 bilden alle an der Universität Freiburg vertretenen archäologischen Teildisziplinen gemeinsam das Institut für Archäologische Wissenschaften. Das frühere Archäologische Institut ist nun die Abteilung für Klassische Archäologie.
| Wissenschaftler                          | von  | bis  | Funktionen                      | Bemerkungen | Bild |
| ---------------------------------------- | ---- | ---- | ------------------------------- | --- | ---- |
| Joseph Anselm Feuerbach (1798–1851)      | 1836 | 1851 | Ordinarius                      | 1836 o. Professor der Alten Sprachen und Altertumskunde                                                                                           |      |
| Franz Studniczka (1860–1929)             | 1889 | 1896 | Ordinarius                      | 1889 a.o. Professor, 1891 o. Professor |      |
| Otto Puchstein (1856–1911)               | 1896 | 1905 | Ordinarius                      | 1896 o. Professor |      |
| Fritz Baumgarten (1856–1913)             | 1903 | 1913 | Honorarprofessor                | Gymnasiallehrer, Honorarprofessor für Kunstgeschichte und Archäologie                                                                             |      |
| Hermann Thiersch (1874–1939)             | 1905 | 1917 | Ordinarius                      | 1905 a.o. Professor, 1909 o. Professor |      |
| Ludwig Curtius (1874–1954)               | 1918 | 1920 | Ordinarius                      | 1918 o. Professor |      |
| Ernst Buschor (1886–1961)                | 1920 | 1921 | Ordinarius                      | 1920 o. Professor |      |
| Hans Dragendorff (1870–1941)             | 1921 | 1936 | Ordinarius                      | 1922 o. Professor |      |
| Guido Kaschnitz von Weinberg (1890–1958) | 1932 | 1932 | Privatdozent                    | 1932 Habilitation, Privatdozent |      |
| Werner Technau (1902–1941)               | 1934 | 1941 | a.o. Professor                  | 1933 Habilitation, 1934 Privatdozent, 1940 beamteter a.o. Professor, 1941 (posthum) apl. Professor                                                |      |
| Walter-Herwig Schuchhardt (1900–1976)    | 1936 | 1968 | Ordinarius                      | 1936 a.o. Professor, 1938 o. Professor |      |
| Gerda Bruns (1905–1970)                  | 1953 | 1970 | apl. Professorin                | 1953 Habilitation, 1953 Privatdozent, 1965 apl. Professor, lehrte meist nicht, Referentin am Deutschen Archäologischen Institut in Berlin und Rom |      |
| Georg Karo (1872–1963)                   | 1954 | 1963 | Honorarprofessor                | 1954 Honorarprofessor |      |
| Felix Eckstein (1925–1988)               | 1959 | 1988 | C 3-Professor                   | 1959 Habilitation, Privatdozent, 1969 C3-Professor                                                                                                |      |
| José Dörig (1926–1994)                   | 1962 | 1968 | Privatdozent                    | 1962–1965 wissenschaftlicher Assistent, 1965 Habilitation, Privatdozent                                                                           |      |
| Paul Zanker (* 1937)                     | 1964 | 1972 | Privatdozent                    | 1964–1967 Wissenschaftlicher Assistent, 1967 Habilitation, Privatdozent                                                                           |      |
| Hans Weber (1913–1981)                   | 1968 | 1980 | C 4-Professor                   | |      |
| Gerhard Hiesel (1941–2023)               | 1969 | 2006 | apl. Professor                  | 1969 Wissenschaftlicher Assistent, 1977 Habilitation, 1977–1985 u. 1995–2006 Dozent, 1980 apl. Professor                                          |      |
| Renate Preißhofen (1937–1992)            | 1978 | 1992 | apl. Professorin                | 1978 Lehrauftrag, 1986 Habilitation, Privatdozentin, 1988 Lehrstuhlvertretung, 1992 apl. Professorin                                              |      |
| Wolf-Rüdiger Megow                       |      |      | apl. Professor                  | Wissenschaftlicher Assistent, 1990 Habilitation, Privatdozent, apl. Professor                                                                     |      |
| Volker Michael Strocka (1940–2024)       | 1981 | 2005 | C 4-Professor                   | |      |
| Wolfgang Ehrhardt (* 1948)               |      | 2013 | apl. Professor                  | Wissenschaftlicher Mitarbeiter, 1994 Habilitation, Privatdozent, apl. Professor                                                                   |      |
| Wolf-Dietrich Niemeier (* 1947)          | 1986 | 1991 | Professor                       | C 2-Professor |      |
| Götz Lahusen (1944–2008)                 | 1988 | 1994 | Hochschuldozent (C 2)           | |      |
| Cornelia Weber-Lehmann                   | 1988 | 1994 | Wissenschaftliche Assistentin   | |      |
| Luca Giuliani (* 1950)                   | 1992 | 1998 | Professor                       | C 3-Professor |      |
| Stefan Ritter (* 1959)                   | 1994 | 2007 | Privatdozent                    | 1994 wissenschaftlicher Assistent, 2000 Habilitation, Privatdozent, 2001 Oberassistent                                                            |      |
| Martin Flashar (* 1959)                  | 1994 |      | apl. Professor                  | 2002 Habilitation, Privatdozent, 2002–2005 Stiftungskurator der Archäologischen Sammlung der Universität Freiburg, 2013 apl. Professor            |      |
| Detlev Wannagat (* 1958)                 | 1997 | 2005 | wissenschaftlicher Angestellter | wissenschaftlicher Angestellter SFB dentitäten und Alteritäten und SPP Formen und Wege der Akkulturation: 2001 Habilitation,                      |      |
| Matthias Steinhart (* 1966)              | 1998 | 2008 | Privatdozent                    | 2001 Habilitation, Privatdozent, 2002–2005 Wissenschaftlicher Assistent, 2005–2006 Akademischer Rat                                               |      |
| Bettina Kreuzer (* 1960)                 | 2002 |      | apl. Professorin                | 2002 Habilitation, Privatdozentin, 2013 apl. Professorin                                                                                          |      |
| Othmar Jäggi (* 1967)                    | 2005 | 2012 | Privatdozent                    | 2005 Habilitation, Privatdozent; 2012 Umhabilitation nach Basel                                                                                   |      |
| Ralf von den Hoff (* 1963)               | 2006 |      | W3-Professor                    | |      |
| Birgitta Eder (* 1962)                   | 2007 | 2013 | Akademische Rätin               | |      |
| Katja Sporn (* 1970)                     | 2007 | 2010 | Privatdozentin                  | 2007 Akademische Rätin und Kuratorin der Archäologischen Sammlung der Universität Freiburg, 2009 Habilitation, Privatdozentin                     |      |
| Jens-Arne Dickmann (* 1960)              | 2012 |      | Honorarprofessor                | 2012 Akademischer Oberrat und Kurator der Archäologischen Sammlung der Universität Freiburg; 2021 Honorarprofessor                                |      |
| Martin Kovacs (* 1980)                   | 2012 | 2016 | Privatdozent                    | 2012 wissenschaftlicher Mitarbeit im Sonderforschungsbereich 948 Helden – Heroisierungen – Heroismen; 2018 Habilitation, Privatdozent             |      |
| Benjamin Engels (* 1984)                 | 2017 | 2023 | Akademischer Rat a. Z.          | |      |
| Cristina Murer                           | 2022 | 2023 | Professurvertretung             | |      |
| Birgit Bergmann (* 1976)                 | 2023 |      | Professurvertretung             | |      |